# Abd-as-Satir (nom)
Abd-as-Satir (àrab: عبد الستير, ʿAbd as-Satīr) és un nom masculí teòfor àrab islàmic que literalment significa ‘Servidor de l'Ocult’, essent «l'Ocult» un atribut de Déu. Si bé Abd-as-Satir és la transcripció normativa en català del nom en àrab clàssic, també se'l pot trobar transcrit ‘Abdul Settier... normalment per influència de la pronunciació dialectal o seguint altres criteris de transliteració. Com a teòfor, també el duen musulmans no arabòfons que l'han adaptat a les característiques fòniques i gràfiques de la seva llengua.